# Origin of Symmetry
Origin of Symmetry («Origen de la Simetria») és el segon àlbum del grup de rock britànic Muse, llançat l'estiu de 2001 per Mushroom Records en el Regne Unit. Els seus senzills van ser «Plug in Baby», «New Born», «Bliss» i «Hyper Music/Feeling Good». Maverick, que va llançar Showbiz als Estats Units, va demanar que els falsos vocals fossin eliminats, doncs creien que obstaculitzava la seva possibilitat de ser posada en ràdio. Muse es va negar a aquest canvi per comprometre la seva integritat artística (o arruïnar la cançó). Per aquesta raó, el disc no va ser llançat als Estats Units fins a 2005.
"Feeling Good" és un cover de la cançó d'Anthony Newley i Leslie Bricusse. Nestlé va intentar usar aquest tema en un anunci, però no va demanar el permís a la banda abans de fer-lo. Van ser forçats a retirar-lo i a pagar a la banda 500.000 lliures esterlines en concepte de danys (que van ser donats a Oxfam), no obstant això, Nestlé va reemplaçar la versió de Muse per altra semblant.
En el disc apareixen noves experimentacions de so, com l'augment de peces en la bateria i l'ús d'un òrga d'església per al tema "Megalomania". La línia de baix es feia servir com conductora, mentre que la guitarra sovint només proporcionava una capa de distorsió, creant un efecte de so més carregat.

## Llista de pistes
Totes les cançons foren escrites i compostes per Matthew Bellamy, excepte «Feeling Good» que fou escrita per Leslie Bricusse i Anthony Newley. 
| 1.  | «New Born»       | 6:03 |
| 2.  | «Bliss»          | 4:12 |
| 3.  | «Space Dementia» | 6:20 |
| 4.  | «Hyper Music»    | 3:21 |
| 5.  | «Plug In Baby»   | 3:39 |
| 6.  | «Citizen Erased» | 7:19 |
| 7.  | «Micro Cuts»     | 3:38 |
| 8.  | «Screenager»     | 4:20 |
| 9.  | «Darkshines»     | 4:47 |
| 10. | «Feeling Good»   | 3:19 |
| 11. | «Megalomania»    | 4:38 |

| 11. | «Futurism» (CD jpaonès i pista de bonificació a iTunes. Posteriorment fou publicada com a cara B del senzill «Dead Star/In Your World».) | 3:27 |
| 12. | «Megalomania» | 4:38 |

| 12. | «Muse TV» (Un element millorat en línia, que ja no està disponible, que es podia visitar només després de reproduir-lo a un ordinador, servint com a tret del CD-ROM.) | N/A |